# 细柱柳钩丝壳
细柱柳钩丝壳（学名：Uncinula salici-gracilistylae）是属于白粉菌目白粉菌科钩丝壳属的一种真菌，寄生在细柱柳上。该种分布于中国。